# Markitta
Markitta är en by i Nilivaara distrikt (Gällivare socken) i Gällivare kommun i Norrbottens län. Markitta koloniserades av Israel Esajasson med ett bevis utfärdat 1840-04-15. Namnet Markitta kommer troligtvis från flicknamnet Margit. De äldsta husförhören från Markitta är i husförhörslängdern 1865-1876 (Gällivares  kyrkoarkiv). Markitta var från 1990 till 2023 av SCB klassad som småort.

## Befolkningsutveckling
| Befolkningsutvecklingen i Markitta 1965–2015                  | Befolkningsutvecklingen i Markitta 1965–2015 | Befolkningsutvecklingen i Markitta 1965–2015 | Befolkningsutvecklingen i Markitta 1965–2015 | Befolkningsutvecklingen i Markitta 1965–2015 |
| ------------------------------------------------------------- | -------------------------------------------- | -------------------------------------------- | -------------------------------------------- | -------------------------------------------- |
|                                                               |                                              |                                              |                                              |                                              |
| År                                                            |                                              |                                              | Folkmängd                                    | Areal (ha)                                   |
| 1965                                                          | 1965                                         |                                              | 251                                          | 26                                           |
| 1990                                                          | 1990                                         |                                              | 148                                          | 45#                                          |
| 1995                                                          | 1995                                         |                                              | 125                                          | 65#                                          |
| 2000                                                          | 2000                                         |                                              | 94                                           | 65#                                          |
| 2005                                                          | 2005                                         |                                              | 82                                           | 65#                                          |
| 2010                                                          | 2010                                         |                                              | 64                                           | 65#                                          |
| 2015                                                          | 2015                                         |                                              | 54                                           | 45#                                          |
| Anm.: Ny tätort 1965. Upphörde som tätort 1970. # Som småort. |                                              |                                              |                                              |                                              |

Vid folkräkningen år 1890 fanns det 81 personer som var skrivna i Markitta.